# Rudolf Sieger

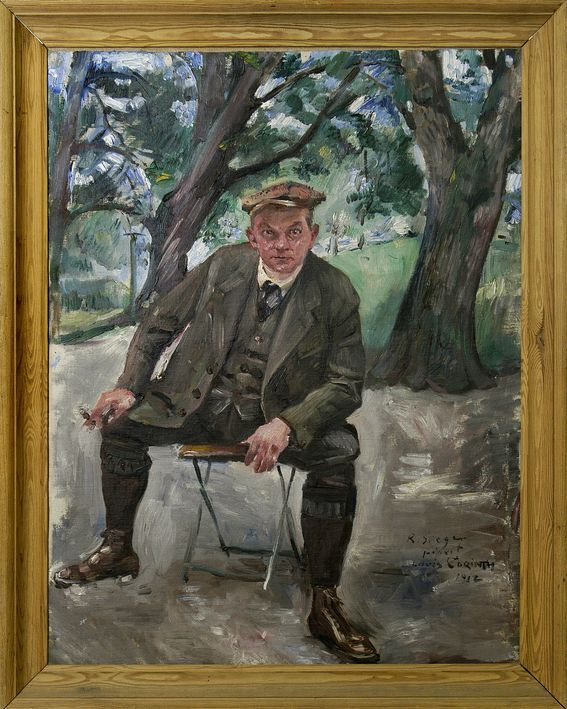
Lovis Corinth – Bildnis des Malers Rudolf Sieger, 1912

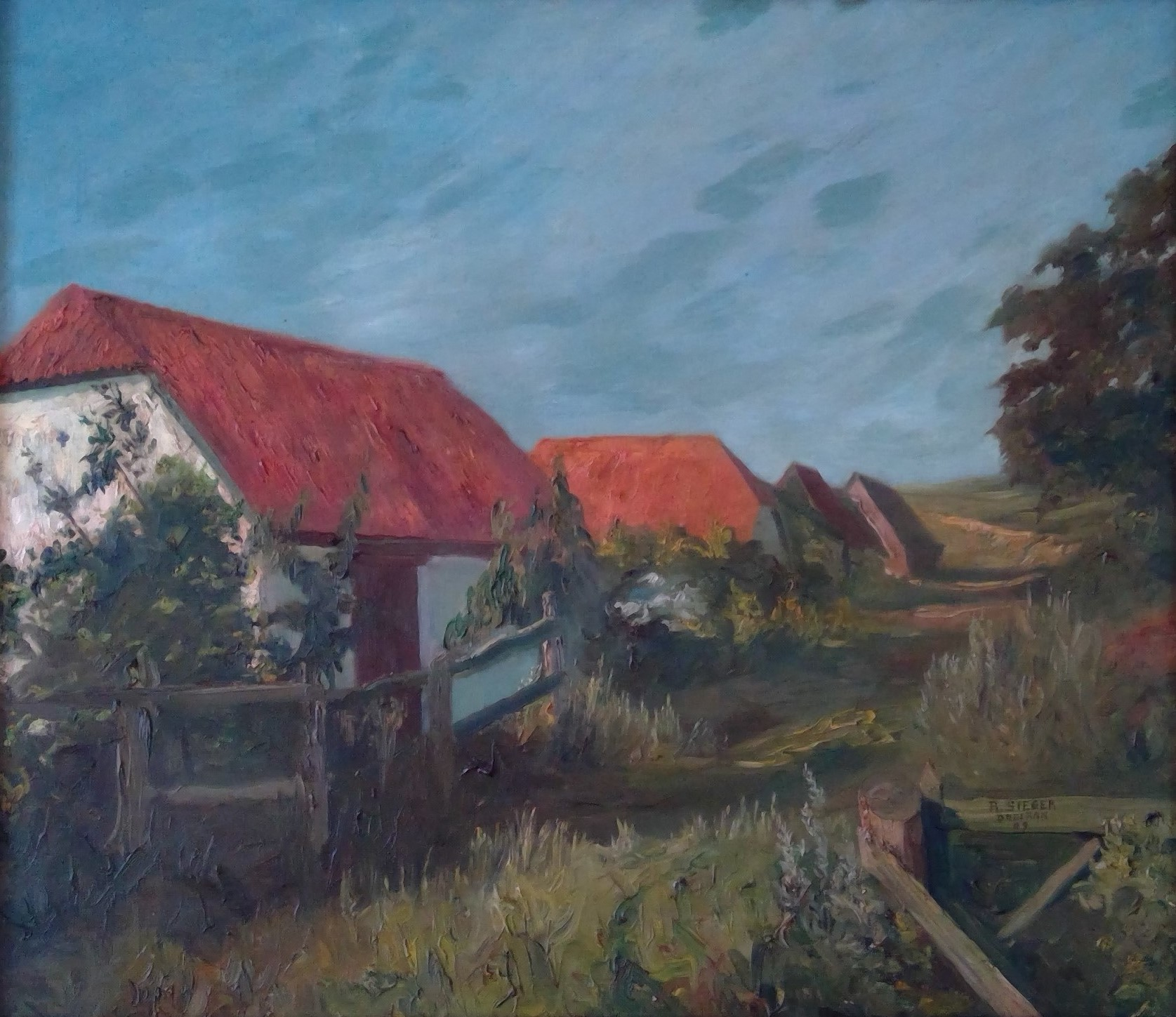
Rudolf Sieger – Mecklenburger Gehöfte, Doberan 1909

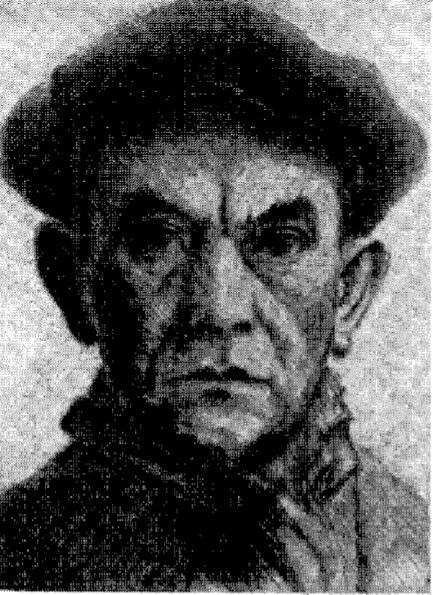
Rudolf Sieger – Selbstbildnis, Radierung

Rudolf Sieger (* 23. November 1867 in Cracau; † 4. April 1925 in Laage) war ein deutscher Maler des Impressionismus.

## Leben
Rudolf Sieger war ein Sohn des königlichen Baumeisters Carl Rudolph Sieger und dessen Frau Johanne Friederike, geb. Faber.  Er wuchs in Cracau bei Magdeburg auf, nahm Privatunterricht in Düsseldorf bei Vincent Deckers und in München bei Lovis Corinth, dessen erster Schüler er war. Zudem war er mit Corinth eng befreundet. 1896 porträtierte Corinth Siegers Ehefrau Emmi, 1912 den Maler selbst und 1916  stand Sieger Modell zu Corinths später zerstörtem Luther-Bildnis.
Von 1896 bis 1902 lebte er in München und am Starnberger See, von 1902 bis 1908 in Blankenburg/Harz. Danach zog es Rudolf Sieger in den Norden Deutschlands. Von 1908 bis 1918 lebte er in Doberan, wo 1909, 1910 und 1913 Lovis Corinth zu Gast bei seinem ehemaligen Schüler war. Von 1914 bis etwa 1916 erhielt hier die spätere Malerin Kate Diehn-Bitt bei Sieger ersten Zeichenunterricht. Ab 1918 hatte Sieger seinen Wohnsitz in Laage und unterhielt in Rostock ein kleines Atelier. Er wurde auch Mitglied der Vereinigung Rostocker Künstler. Seine Werke waren vorwiegend Stillleben, Blumenstücke und Landschaften. 1926 gab es durch den Rostocker Kunstverein eine Gedächtnisausstellung im Rostocker Museum, der Katalog enthielt 125 Werke.

## Werke (Auswahl)
- Eiche im Sturm
- Kornhocken
- Blühender Garten
- Garten im Frühherbst
- Bildnis Johannes Trojan, im Museum Danzig
- Selbstbildnis[9]
- drei Porträts der Familie Korff in Laage: Architekt Paul Korff, Senator Friedrich Korff, Frau Christine Korff